# Seiichi Negishi
Seiichi Negishi (ur. 20 kwietnia 1969) – japoński piłkarz występujący na pozycji obrońcy.

## Kariera klubowa
Od 1988 do 1992 roku występował w klubach Honda FC i Kashima Antlers.

## Kariera reprezentacyjna
Został powołany do kadry na Mistrzostwa Świata w Futsalu 1989.